# آرون زیگمن
آرون زیگمن (انگلیسی: Aaron Zigman؛ زادهٔ ۶ ژانویهٔ ۱۹۶۳) یک آهنگساز اهل ایالات متحده آمریکا است.